# Ischyromene scabricula
Ischyromene scabricula är en kräftdjursart som först beskrevs av Heller 1868.  Ischyromene scabricula ingår i släktet Ischyromene och familjen klotkräftor. Inga underarter finns listade i Catalogue of Life.